# Anchistrocheles yamaguchii
Anchistrocheles yamaguchii is een mosselkreeftjessoort uit de familie van de Bythocyprididae. De wetenschappelijke naam van de soort is voor het eerst geldig gepubliceerd in 1987 door Yajima.